# Barrayar
Barrayar es el nombre de un planeta e imperio en la serie de Miles Vorkosigan de la escritora Lois McMaster Bujold. Miles Vorkosigan, personaje protagonista de la mayoría de los libros de la serie, procede de este planeta.
Barrayar tiene dos continentes como mínimo. No se mencionan más durante la saga. Tiene, además, como mínimo un casquete polar.
Su población en la época de Miles no se menciona. Los colonizadores originales eran unos 50.000. Algunas referencias poblacionales sobre las que hacer cálculos son que, durante la invasión y posterior guerra contra los cetagandanos murieron más de 5 millones de barrayareses, lo que indica que su población de entonces era muy superior, y que Hassadar, capital del distrito Vorkosigan, tiene una población cercana al medio millón de personas.
La colonización de Barrayar comenzó unos trescientos años antes de la vida de Miles. Al poco tiempo el planeta se vio aislado del resto de planetas habitados al cerrarse temporalmente el paso a través del único agujero de gusano conocido que comunicaba Barrayar con el Nexo. A este periodo en la historia de Barrayar se lo conoce como Era del Aislamiento.
Doscientos años después, Barrayar fue redescubierto a través de una nueva ruta desde el agujero de gusano en el espacio del planeta Komarr. Los komarreses permitieron al Imperio Cetagandano pasar con su ejército para invadir al atrasado Barrayar, a cambio de los derechos sobre el mercado que pudiera originarse de ahí en adelante. Tras un enfrentamiento, principalmente de guerrillas por parte de los barrayareses, la invasión fue rechazada. 
Restablecido el contacto con el exterior, Barrayar comienza la recuperación de su tecnología galáctica. Poco tiempo después tiene lugar una guerra civil para derrocar a Yuri el Loco, tras la cual su primo Ezar Vorbarra se convierte en el nuevo emperador.
Barrayar decide entonces invadir Komarr para prevenir sucesos como el de la guerra contra Cetaganda, ya que su dominio de la única vía de acceso a Barrayar los hace vulnerables. La Conquista de Komarr se logra con resultados positivos, a pesar de los intentos de independizarse durante la Revolución de Komarr. Sin embargo, especialmente después de la Matanza del Solsticio, los komarreses no aprecian en absoluto a sus gobernantes barrayareses.

## Historia de Barrayar

### Colonización de Barrayar
Se trata de un mundo muy parecido al planeta Tierra, carente de fauna autóctona, pero con vegetación propia. Fue colonizado principalmente por rusos, franceses, angloparlantes y griegos.

### Era del Aislamiento
Durante doscientos años el planeta evolucionó hacia un modelo de Estado imperial, con un Emperador y sesenta Condes, cada uno representando a un distrito. La nueva clase social, designada por la partícula Vor al principio de sus apellidos, conserva cierto parecido con las aristocracias europeas del siglo XIX.

### Guerra de Yuri el Loco
El Emperador Yuri era hijo de la primera esposa del anterior emperador, Dorca Vorbarra. A falta de descendencia propia, su hermano el Príncipe Xav, hijo de la segunda mujer de Dorca, y sus descendientes, pasarían a ser la nueva línea de sucesión. La paranoia de Yuri, que le hizo ganarse el apodo de el Loco, le llevaron a asesinar a todos aquellos que podrían tener derecho al trono, entre los que se encontraban la hija mayor de Xav, madre de Aral Vorkosigan y esposa del Conde Piotr. El hermano mayor de Aral también fue asesinado, y sólo Aral y su padre sobrevivieron. Ante esta situación insostenible, el primo de Yuri, Ezar Vorbarra y el Conde Piotr, encabezan un levantamiento para destronar al emperador, que desemboca en una guerra civil. Finalmente Ezar sale vencedor y se proclama nuevo Emperador de Barrayar. 

### Matanza del Solsticio
Tras la Revolución de Komarr, unos 200 líderes komarreses, miembros del Consejo, permanecían prisioneros de Barrayar. Durante la negociación, Aral Vorkosigan, que dirigía la campaña, dio su palabra de que no se les infligiría daño alguno a los consejeros, pero uno de sus hombres, oficial político de Barrayar, dio la orden de ejecutarlos. Más tarde, Aral lo mató con sus propias manos por haberle hecho incumplir su palabra, lo que eliminó al único testigo que podría demostrar la inocencia de Vorkosigan. Es de creencia general que Aral ordenó la muerte de los miembros del Consejo y que asesinó al oficial político para cubrir su implicación, lo que le ha valido el sobrenombre de Carnicero de Komarr, por el que es conocido en todo el Nexo.

### Alzamiento del Pretendiente Vordarian
Este suceso se relata en la novela Barrayar.
La Guerra del Pretendiente Vordarian tuvo lugar al poco tiempo de comenzar la Regencia de Aral Vorkosigan tras la muerte del Emperador Ezar. 
El Conde Conde Vidal Vordarian es conocido como el Pretendiente por su intento de golpe de Estado al trono de Barrayar. Las tropas leales a Vordarian tomaron la capital, Vorbarr Sultana, cortando toda comunicación con el exterior. SegImp era consciente de la posibilidad del golpe, pero trató de impedirlo demasiado tarde. El Capitán Negri, jefe de SegImp por aquel entonces, organizó la detención de Vordarian justo para la mañana después del día en que este actuó. Negri pagó su error con la vida, falleciendo tras recibir disparos de arco de plasma durante el rescate del Príncipe Gregor tras la toma de la Residencia Imperial. Gregor fue puesto a salvo por Negri antes de morir, pero su madre la Princesa Kareen fue capturada por Vordarian.
Vordarian se declara entonces primer ministro y Regente en lugar de Kareen, y más tarde Emperador de Barrayar, divulgando que Aral Vorkosigan ha asesinado a Gregor para usurpar el trono. Con estas difamaciones trata de lograr el apoyo del pueblo a su legitimidad. Durante este tiempo el joven príncipe permanece oculto en las Montañas Dendarii del Distrito Vorkosigan junto con Piotr y Cordelia Vorkosigan.
El alzamiento llega a su fin cuando Cordelia, tras una operación de rescate de su hijo Miles, que aun permanecía dentro de un replicador uterino, y que Vordarian estaba reteniendo como rehén, ordena a Bothari ejecutar al Pretendiente. Durante la reyerta la Princesa Kareen fallece y la Residencia Imperial sufre grandes daños, aunque es reconstruida posteriormente.
Cordelia se lleva la cabeza decapitada de Vordarian como muestra de su muerte, una forma muy sugestiva de convencer a los Vor traidores con los que Aral estaba discutiendo sobre la conveniencia de aceptar sus términos y rendirse.

## Sociedad Barrayaresa

### Vor
Los Vor son la casta militar barrayaresa, y en esencia la clase aristóctrata del planeta Barrayar. El título Vor es hereditario. Todos sus apellidos comienzan por la partícula Vor-, muchas veces precediendo a un apellido reconocible del mundo real (por ejemplo Vorsmythe).
Durante la formación en la Academia Imperial Barrayaresa, se elimina el Vor- de los apellidos para enfatizar el ideal de igualdad.
Privilegio específico de los Vor es el llevar armas encima, normalmente un aturdidor o un cuchillo. Incluso las mujeres Vor de menos importancia llevan un cuchillo "Vorfemme", presumiblemente para defender su honor en caso de resultar necesario. Cuando durante la novela Barrayar, Cordelia Vorkosigan le regala a Koudelka un bastón-espada para mejorar su confianza en sí mismo, este protesta diciendo que no está autorizado a llevarlo. Aral Vorkosigan soluciona el problema "encargándole" ir armado en consonancia con su puesto de oficial militar.
El origen de la palabra Vor usada por Lois McMaster Bujold es desconocido, pero es cierto que existe en el idioma ruso, una de las cuatro lenguas oficiales de Barrayar. Significa "ladrón" o "señor de los ladrones". La mayoría de las aristocracias surgen a partir de señores de la guerra, quienes se arrebataban mutuamente lo que podían, con lo que esta explicación es plausible.
En ruso, dvor significa corte, y los dvoryanin eran los nuevos nobles creados por Iván el Terrible y Borís Godunov para hacer frente a los boyars (viejos nobles).

"Vor" significa ladrón
Duv Galeni en Recuerdos

Sin embargo, en la traducción rusa de la serie, Vor se transforma en For (Фор); La novela El juego de los Vor se llama Igra Forov/Игра Форов (El juego de los For) en ruso.

### Los Altos Vor
Hay 60 Distritos en Barrayar, cada uno gobernado por un Vor con el título de Conde. Originalmente se trataba de recaudadores de impuestos imperiales, aunque posteriormente su papel es más bien el de gobernantes de su Distrito. Normalmente el título es hereditario por vía masculina, pero cada Conde tiene libertad para designar su heredero, si bien al parecer sólo los hombres Vor pueden ser Condes.
El tratamiento correcto es Conde (Apellido). Los miembros cercanos de la familia de un Conde tienen títulos con ciertas similiaridades a los de la familia de un Marqués en la aristocracia británica. El heredero, normalmente el hijo mayor del Conde, es Lord (Apellido), y su esposa es Lady (Apellido). El resto de hijos del Conde son tratados como Lord y Lady, pero con su nombre de pila antepuesto al apellido de la familia (como por ejemplo sucede con Lord Mark. 
Los Condes se reúnen en el Consejo de Condes, que funciona como un parlamento. El emperador también tiene un puesto en este Consejo como Conde Vorbarra, con una posición formalmente conocida como de "primero entre los iguales", en honor de su ascendencia de Dorca Vorbarra, el emperador que puso fin a los enfrentamientos entre los feudos de Barrayar. Aunque como Conde Vorbarra tiene derecho a voto, tradicionalmente se abstiene de votar, o lo hace para romper un empate.
Una de las principales funciones de este Consejo es la recaudación de fondos e impuestos, sin los cuales el Imperio no podría llevar a cabo ninguna de sus campañas. También es labor del Consejo de Condes el juzgar a uno de los suyos o un heredero al condado. 
Además de los privilegios, los Condes están sujetos a normas más rígidas en su día a día. Por ejemplo, los cargos de amotinamiento militar se transforman en acusaciones de traición si se aplican a un Conde o su heredero.

### Condes de Barrayar
- Vorbarra - La familia imperial.

- Vorkosigan - Aral Vorkosigan es el sexto Conde Vorkosigan.

- Vorpatril - Una gran familia con lazos sanguíneos con los Vorbarra a través de Padma Vorpatril, un nieto del Príncipe Xav.

- Vordarian - Durante la Regencia de Aral, el conde Vidal trató de usurpar el trono. Murió ejecutado a manos de Cordelia Vorkosigan.

- Vorhalas

- Vorrutyer

- Vortala

- Vordrozda

- Vorbretten

- Vorsmythe

- Vorvolk

- Vortrifrani

- Vorlopoulos

- Vortugalov
- Vorinnis
- Vorkalloner
- Vormoncrief
- Vorville
- Vorpinski
- Vortaine
- Vorvolynkin
- Vormuir
- Vorgarin
- Vorfolse
- Vorlakial
- Vortashpula

### Palabra como Vor
La Palabra es una forma de juramento sagrada en Barrayar, como lo es el Trato en Jackson's Whole. Tiene carácter legal, además de moral. En Barrayar la palabra es aliento y vida, es decir, que aunque sea de forma figurada, contiene el espíritu de una persona. La expresión mi palabra como Vor es muy utilizada en las novelas de la serie de Miles Vorkosigan para jurar o prometer algo fuertemente.
Se jura fidelidad al emperador y al Imperio al entrar en el Servicio Militar Imperial Barrayarés, así como los Hombres de Armas de cada condado juran fidelidad de por vida a su señor cuando entran a su servicio. 
Cualquier hombre puede ofrecer su palabra (si bien sólo los Vor pueden usar la fórmula mi palabra como Vor), resultando equivalente a hacer una promesa. La mayoría de los barrayareses tienen un concepto muy elevado del honor, y faltar a la palabra es una falta de honor muy grave. Aral Vorkosigan llega incluso a matar a un subordinado para reparar su honor por hacerle faltar a su palabra (ver Matanza del Solsticio). Jurar por el nombre de la familia (por ejemplo, en el caso de Miles, mi palabra como Vorkosigan) es una forma más seria que tendría el equivalente de jurar por Dios.

### Legislación

#### Ley de Vorloupulous
En Barrayar, cada Conde tiene derecho a un máximo de 20 hombres de armas. Esta es la única excepción a la prohibición de la Ley de Vorloupulous de mantener un ejército privado. El incumplimiento de dicha ley conlleva una acusación de alta traición y condena a escarnio público y muerte por inanición.
La ley tiene su origen en los últimos años de la Era del Aislamiento. El Emperador Dorca Vorbarra estaba tratando de centralizar el gobierno de Barrayar y romper el poder de los Condes como gobernantes autónomos -lo que supuso una guerra civil. Una de las medidas tomadas por Dorca fue eliminar los ejércitos privados, limitando a 20 la guardia personal de cada Conde. 
La ley recibe el nombre de Lord Vorloupulous, quien consideraba insuficiente dicha guardia ante un conflicto que tenía con sus vecinos, de modo que ideó un plan para sortear la ley, contratando los llamados 2000 cocineros y enviándolos a ocuparse de sus enemigos. Ingeniosamente los armó con cuchillos de carnicero en vez de espadas cortas, y así sucesivamente, pero esto no le libró del arresto por traición y condena a morir en la Gran Plaza de Vorbarr Sultana, condena de la que finalmente se libró al liberarlo Dorca para luchar contra los Cetagandanos que iniciaron su invasión. Finalmente Vorloupulous murió luchando contra los invasores.

#### Duelos
Para evitar el derramamiento inútil de sangre barrayaresa, los duelos están prohibidos en Barrayar, siendo una práctica sancionada con la pena de muerte por decapitación. 
Aral Vorkosigan se libró en su juventud de sufrir esta pena al matar a dos hombres que rondaban a su esposa, ya que cuando se encontraron los cuerpos se llegó a la conclusión de que ambos se habían dado muerte entre sí. Años más tarde, durante su Regencia, se vio obligado a dictar sentencia sobre un caso de duelo. El acusado, Carl Vorhalas, mató accidentalmente a un amigo durante una discusión mientras estaba ebrio. Como ambos habían desenfundado sus espadas, y la acción había tenido lugar frente a testigos, Aral se vio obligado a considerarlo y condenarlo como un duelo propiamente dicho, temiendo que un perdón por su parte desembocara en un regreso de la época en que los duelos eran cosa normal en Barrayar.
- Datos: Q1132573